# 舊字體
舊字體（日语：〔〕／*/?），舊稱正字、正字體，是指日本於1946年公布《當用漢字表》以前所惯用的漢字，與《康熙字典》中的字体幾乎完全相同，故也稱作康熙字體；與現今使用的中華民國教育部所規定的正體字、香港所使用的繁體字也大同小異。其中所使用的字部分屬於異體字（相比較於中國），字型也多為傳承字形，如日本正字（現舊字體）「竝」在中國正字則為「並」。而《當用漢字表》颁布以后所包含的简化的漢字，称为新字体，屬於相對的概念。

## 概要
旧字体为日本汉字的传统形式，其简略化形式称为「新字体」，这些字在很久以前就已经存在了，在中国和日本的民间常用。二战以後，中国大陆和日本分别进行汉字简化。1947年「当用漢字」发布以前，旧字体称为「正字」（日语：／ seiji）或「正字体」（日语：〔〕／ seijitai）。
在颁布当用漢字後的1950年代，旧字体仍常用于印刷或书写，原因是打印排版更新迟缓、部分人仍習慣用舊字。

## 使用情況
与現今中国大陆不同的是，目前中国大陆的繁体字在絕大多數場合，包括人名、地名用字都需改用简化字（儘管事實上仍偶爾能見到繁體（傳統字形）、異體字人名），而日本政府并未在颁布新字体後宣布禁止使用旧字体，基于此原则，目前日本的出版物、人名、地名等場合仍然可以見到混用旧字体和新字体的情況。
現代日本社會用字以新字體為主，不過由於歷史、文化上的種種原因，部分漢字的舊字體甚至比新字體（所謂「常用漢字字體」）還常用。例如是的旧字体，但的使用頻率佔壓倒性的多數。
由於日本1946年公布《日本国宪法》以來從未修憲，憲法原文至今仍是舊字舊假名的（儘管民間常見的是現代常用的新字新假名版）。
然而另一方面，雖然新字體政策並不涉及過往的作品，但實際上由於學校只教授常用漢字字體，加上舊時的書籍除了舊字體外還使用歷史假名遣，對於受現代教育的日本人難以閱讀。因此出版社出於營利目的，常以便於年輕人閱讀為由，將過去的書籍轉換成新字新假名出版印刷。
儘管官方並未限制舊字體的使用，但由於技術或其他政策、規定的因素，舊字體在一些場合的使用仍然受限。例如常用漢字的走之底（⻌/⻍）、食部（飠/𩙿）、示部（礻/⺬）的新舊區別，由於JIS和Unicode普遍未對新舊字體作分碼處理，異體字選擇器也基本未覆蓋常用漢字，實際上相應的舊字體難以使用。
日本漢字能力檢定2～10級要求使用常用漢字字體，不承認舊字體的作答；而1級、準1級則可以使用標準字體、許容舊字體。

### 人地名等專有名詞
日本人名中，日本政府曾發布《人名用漢字許容字體表》來處理人名中的舊字體和異體字，後來該表於2004年合併到人名用漢字後停用。目前日本人名可以使用的舊字體和異體字收錄於「戶籍法施行規則第六十條第一號」中，其中包括舊字體等、異體字等。不過也有舊字體未收錄於人名用漢字，如，這些未收錄的舊字體不能用於人名。
一些地方的地名也包含舊字體，例如奈良县中，是的舊字體。儘管該市也曾廣泛使用的表記，但今大多已改正。
ACG作品中也常出现舊字體，例如：（为的舊字體）、《圣斗士星矢》主角之一（为的旧字体）、《十二生肖守护神》反派之一（为的旧字体，不過並未收錄於人名用漢字中，故不能用於户籍登记）。

## 旧字体与新字体對照表
本章節包含JIS X 0213:2004編碼新收錄的漢字變體，相關文字需在相應Unicode用字的環境下才能正確顯示，詳見Wikipedia:Unicode扩展汉字。

### 《常用漢字表》中的新字體
註：《改定常用漢字表》中新加入的漢字以下劃線標出。

### 《人名用漢字表》中的異體字
註：《人名用漢字表》沒有區分舊字體和異體字，此處一併列出。

### 《表外漢字字體表》中的22個新字體
註：由於國語審議會確定了「表外漢字使用傳統字形」的原則，《表外漢字字體表》收錄的新字體是「簡易慣用字體」，舊字體是「印刷標準字體」。